# Adolf Hoffmann (Landrat)
Friedrich Adolf Hoffmann (* 12. November 1826 in Süplingen im Landkreis Börde (Sachsen-Anhalt); † 14. Januar 1883 in Frankenberg (Eder)) war ein deutscher Landrat und Mitglied des Preußischen Abgeordnetenhauses.

## Leben
Friedrich Adolf Hoffmann wurde als Sohn des Holzhändlers Gottlieb Hoffmann und dessen Ehefrau Therese Schulze geboren. Nach dem Abitur am Humboldt-Gymnasium Potsdam im März 1849 immatrikulierte er sich an der Martin-Luther-Universität Halle-Wittenberg und setzte 1850 sein Studium der Rechtswissenschaften an der Humboldt-Universität zu Berlin fort. Unterbrochen durch den Militärdienst als Einjährig-Freiwilliger im 19. Infanterie-Regiment in Halle legte er am 7. April 1852 sein erstes Staatsexamen beim Oberlandesgericht Naumburg mit der Note „beinahe gut“ ab. Er fand Verwendung als Auskultator beim Kreisgericht Berlin und später beim Kreisgericht Potsdam. Sein zweites Staatsexamen legte er am 10. März 1854 mit der Note „vorschriftsmäßig“ ab. Bereits zwei Tage nach seiner Ernennung zum Kammergerichtsreferendar wurde er aus dem Justizdienst entlassen, bestand das kameralistische Staatsexamen und kam als Regierungsreferendar zur Regierung Potsdam. Er wechselte zum Landratsamt Teltow, wurde im Juni 1856 zum zweiten Staatsexamen zugelassen und kam als kommissarischer Landrat zum Landkreis Osthavelland. Nach Ablegung des zweiten Staatsexamens im April 1862 wurde er Regierungsassessor bei der Regierung Potsdam. Im Herbst 1862 mit der kommissarischen Verwaltung des Landratsamtes Jüterbog beauftragt, kam am 7. August 1863 die definitive Ernennung zum Landrat.
Hoffmann betätigte sich politisch und gehörte zu den Konservativen bzw. Freikonservativen. In der Zeit von 1863 bis 1872 war er Mitglied des Preußischen Abgeordnetenhauses. Am 1. April 1876 wurde er zum Landrat des Landkreises Frankenberg ernannt. In diesem Amt blieb er bis zu seiner Beurlaubung am 15. Dezember 1882.